# 上海工程技術大学
上海工程技術大学（シャンハイこうていぎじゅつだいがく、Shanghai Gongchengjishu Daxue）は、中華人民共和国の上海市に属する市立大学である。現任学長は丁暁東教授。

## 概要
1978年創設された。前身は上海交通大学などが設立した上海交通大学機電分校。エンジニアの養成を目指す大学として、自動車工学、都市鉄道車両工学、飛行技術が第1陣の教育部卓越したエンジニア教育育成計画のモデル学科となる。キャンパスが6ヶ所に分かれている。元メインキャンパス（仙霞路）が日系企業と日本人が多く集まる長寧区古北地区に位置し、2003年9月上海の郊外の松江大学城に移転した。現時点では19学部、56本科学科、17高専学科　16修士研究科（1級：4 2級：12）を設けている。全日制学生が18,000名在学している。

## 沿革
- 1978年　上海交通大学機電分校、上海紡績工学院分院を創設
- 1980年　上海紡績工学院を華東紡績工学院（東華大学の前身）に改名
- 1985年　上海交通大学機電分校は上海交通大学から分離し、華東紡績工学院分院と合併し、上海工程技術大学に昇格
- 1999年　上海市第二高級技工学校と上海市第三高級技工学校が合併し　上海市高級技工学校となる
- 2003年　上海市高級技工学校が編入され、高等職業技術学院、高級技師学院となる

## 組織

### 学部
日本の学部に相当する学院が19つある。
| | |
| - 機械工程学院 - 電子電気工程学院 - 管理学院 - 化学化工学院 - 材料工程学院 - 自動車工程学院 - 都市軌道交通学院 - 芸術設計学院 - 航空運輸・飛行学院 - 服装学院 | - 中仏エッフェルファッションデザイナー学院 - 中韓マルチメディア学院 - 基礎教学学院 - 高等職業技術学院 - 高級技師学院 - 社会科学教学部 - 体育教学部 - 成人教育学院 - 女性エンジニア学院 |

### 研究所
| | |
| - 自動車工程研究所 - エネルギーと環境工程研究所 - レーザー工業技術研究所 - 化工研究所 - 経済研究所 | - ナノテクノロジー研究センター - 上海飛行シミュレーション技術研究センター - 労働関係研究センター - 上海市社会保障問題研究センター |

### 実学センター
|                                                                      |                                                                  |
| - 現代工業実訓センター - 計算センター - 上海市自動車工程実訓センター | - 工程実訓センター - 芸術設計展示センター - 服装設計展示センター |

## 上海市重点学科
エネルギー工学、天然源農薬化学、自動車工学、社会保障、服装設計が上海市重点学科リストに入る。